# Пак Сон Хун (співак)
Пак Сон Хун (кор. 박성훈, Park Sung-hoon, нар. 8 грудня 2002, Сувон, Кьонгі), більш відомий за мононімом також Сонхун — південнокорейський співак і колишній фігурист. Він завершив спортивну кар'єру і дебютував як учасник південнокорейського чоловічого гурту Enhypen у листопаді 2020 року.

## Кар'єра

### 2010—2019: Фігурне катання
Сонхун є срібним призером серед юніорів 2016, 2017 років та золотим призером серед новачків 2015 року на Asian Figure Skating Trophy, а також золотим призером серед новачків 2015 року на Lombardia Trophy. Він також виграв срібні медалі на змаганнях новачків 2013 року та юніорів 2014 року на чемпіонаті Південної Кореї з фігурного катання.
У сезоні 2018—2019 років Сонхун почав брати участь у змаганнях старших вікових категорій. Він брав участь у двох змаганнях серії ISU Challenger, Asian Figure Skating Trophy та Alpen Trophy. З 2020 року був кандидатом у національну збірну Південної Кореї з фігурного катання, аж до свого дебюту в Enhypen.

### 2020— до сьогодні: Enhypen
У 2018 році Сонхун став стажером Big Hit. 1 червня 2020 року він був оголошений учасником шоу на виживання I-Land, створеного Mnet і Belift Lab, спільним підприємством CJ E&M і Hybe Corporation. У фіналі шоу Сонхун посів шосте місце і потрапив до складу новоствореного південнокорейського гурту Enhypen. Сонхун офіційно дебютував у складі гурту 30 листопада 2020 року з альбомом Border: Day One.
У вересні 2021 року Пак Сонхун разом із Чан Вонйон стали новими ведучими південнокорейської телевізійної програми Music Bank.
27 липня 2022 року Сонхун з'явився у вебсеріалі «Мімікус» у ролі самого себе.